# Incilius alvarius
Espèce
Synonymes
- Bufo alvarius Girard in Baird, 1859

Statut de conservation UICN

 LC  : Préoccupation mineure
Incilius alvarius est une espèce d'amphibiens de la famille des Bufonidae.

## Répartition

Distribution

Cette espèce se rencontre jusqu'à 1 610 m d'altitude :
- aux États-Unis dans l'extrême Sud-Est de la Californie, dans le sud de l'Arizona et dans l'extrême Sud-Ouest du Nouveau-Mexique ;
- au Mexique au Sonora et dans le nord du Sinaloa.

## Habitat
Il vit dans les déserts et les zones semi-arides. Malgré cet habitat, il ne peut se passer d'eau. Il est semi-aquatique et se retrouve souvent dans les ruisseaux, à proximité de sources, et dans les canaux et les fossés de drainage.

## Description

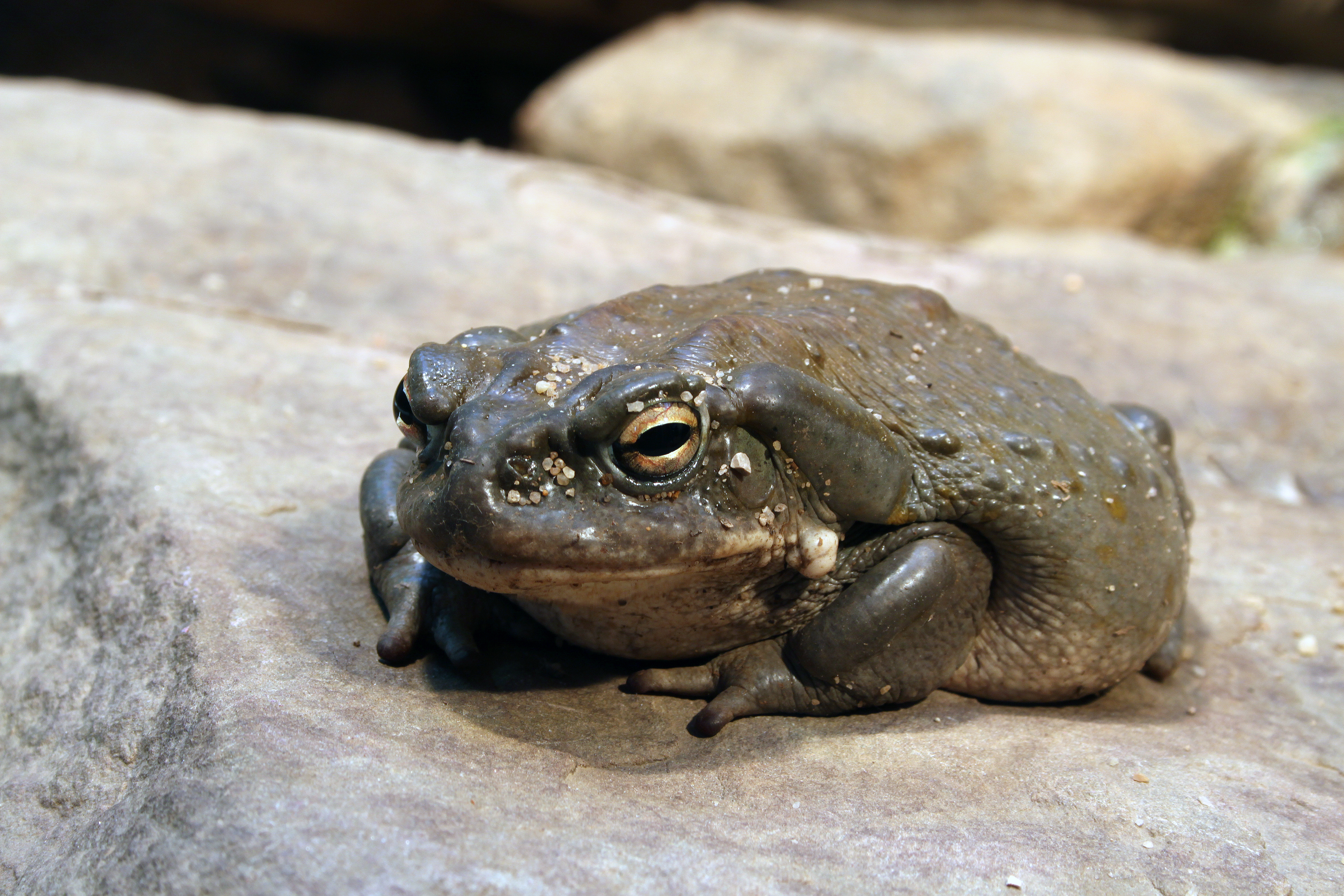
Incilius alvarius

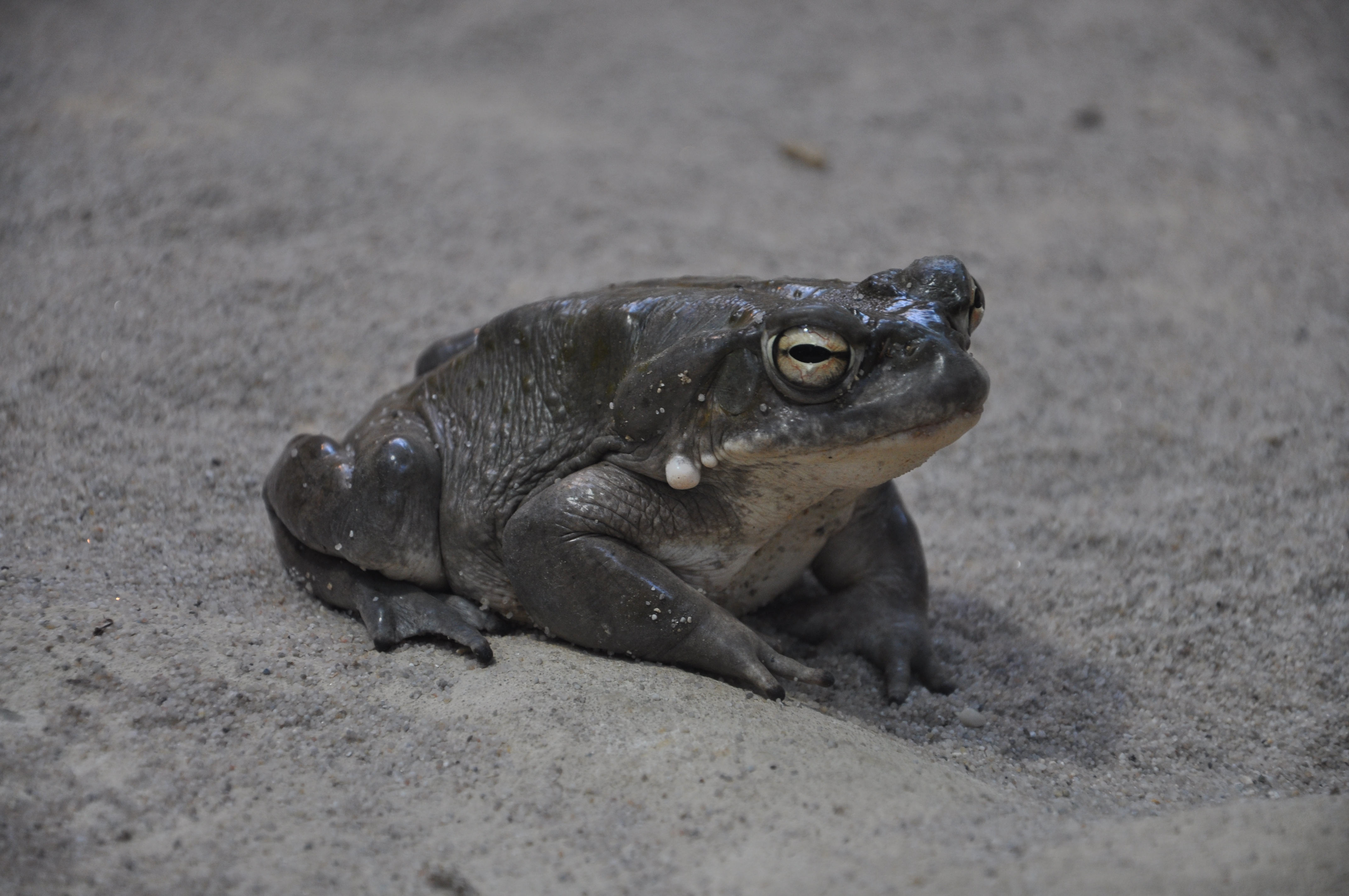
Incilius alvarius

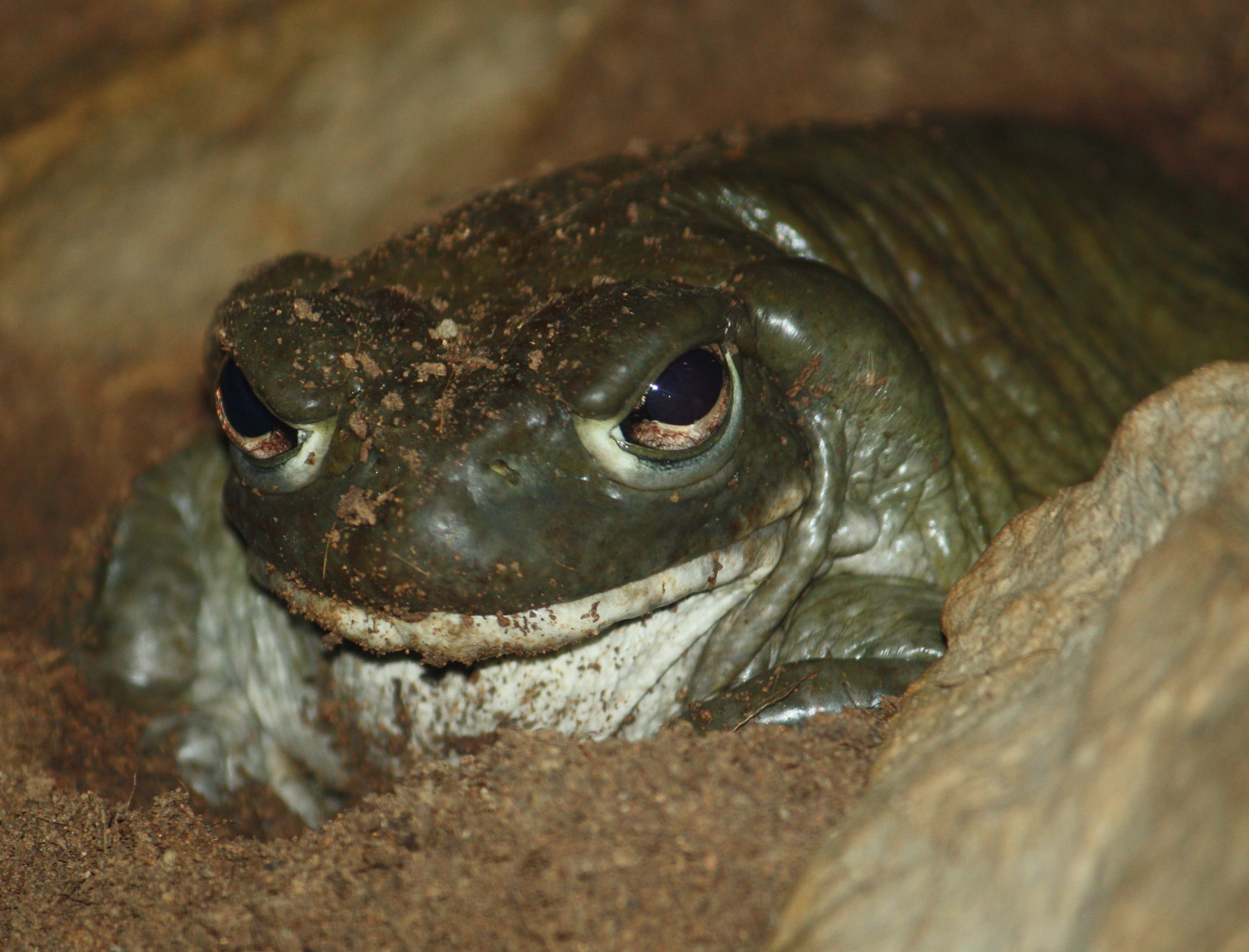
Incilius alvarius

Incilius alvarius mesure de 110 à 187 mm.

## Comportement
Pour se protéger de la chaleur du jour, il a un mode de vie nocturne. Dans la journée, il se cache, et s'installe souvent dans des terriers de rongeurs abandonnés.

## Alimentation
Incilius alvarius est un carnivore, et mange de petits rongeurs, des insectes, de petits reptiles et d'autres espèces de crapauds. En pratique, toute proie vivante et à la bonne taille peut être ingérée. À l'instar de nombreux crapauds, Incilius alvarius a une longue langue collante qui aide à la capture de ses proies.

## Reproduction
Le crapaud pond généralement dans des mares saisonnières formées par les pluies. Les pontes ont lieu après le début des chaleurs de l'été. Eu égard au caractère temporaire des mares de pontes, la transformation est très rapide : les têtards brun-jaune se transforment en petits crapauds en un mois.

## Caractère psychotrope
La peau de l'animal sécrète un dérivé de la sérotonine, la 5-HO-DMT qui est un psychotrope hallucinogène mis en évidence en 1968.
Les sécrétions sont fumées, voire parfois ingérées.
Aux États-Unis, des campagnes ont dû être engagées afin de préserver cette espèce dont les peaux se vendaient séchées dans ce but. Il s'agissait de protéger l'animal contre un usage qui avait explosé à la suite de plusieurs mises en avant médiatiques, en précisant qu'il n'était pas nécessaire de le tuer pour récolter la substance.

## Publication originale
- Baird, 1859 : Reptiles of the boundary, with notes by the naturalists of the survey. Report of the United States and Mexican Boundary Survey, Under the Order of Lieut. Col. W.H. Emory, Major First Cavalry, and United States Commissioner, volume 2, Part II, Reptiles, Department of the Interior, Washington, D.C., p. 1-35, (texte intégral).